# Rokas Pukštas
Rokas Pukštas (Stillwater, Oklahoma, Estados Unidos, 25 de agosto de 2004) es un futbolista estadounidense que juega como centrocampista en el H. N. K. Hajduk Split de la Primera Liga de Croacia.

## Trayectoria
Se unió a la cantera del Sporting Kansas City en 2018, y tuvo una prueba con el Manchester United F. C. en 2019. Se trasladó a La Masía en enero de 2020, donde fue titular habitual de sus equipos juveniles. Firmó un contrato profesional con el H. N. K. Hajduk Split el 10 de noviembre de 2020, incorporándose a su equipo sub-17. Debutó como profesional con el Hajduk Split en una victoria por 2-1 en la Primera Liga de Croacia contra el N. K. Hrvatski Dragovoljac el 29 de abril de 2022.

## Selección nacional
Es elegible para jugar con Estados Unidos y Lituania. Representó a los Estados Unidos sub-15 en 2019, y los Estados Unidos sub-20 en 2021. Se le propuso representar a la selección nacional de Lituania absoluta en marzo de 2022.

## Vida personal
Nació en Stillwater, Oklahoma en una familia de atletas lituanos. Su padre, Mindaugas Pukštas, fue un corredor de maratón lituano que quedó en el puesto 74 de su disciplina en los Juegos Olímpicos de Atenas 2004.

## Estadísticas

### Clubes
Actualizado al último partido disputado el 30 de julio de 2023.
| Club                            | Div.          | Temporada     | Liga  | Liga  | Liga   | Copas nacionales | Copas nacionales | Copas nacionales | Copas internacionales | Copas internacionales | Copas internacionales | Total | Total | Total  |
| Club                            | Div.          | Temporada     | Part. | Goles | Asist. | Part.            | Goles            | Asist.           | Part.                 | Goles                 | Asist.                | Part. | Goles | Asist. |
| ------------------------------- | ------------- | ------------- | ----- | ----- | ------ | ---------------- | ---------------- | ---------------- | --------------------- | --------------------- | --------------------- | ----- | ----- | ------ |
| H. N. K. Hajduk Split · Croacia | 1.ª           | 2021-22       | 1     | 0     | 0      | 0                | 0                | 0                | —                     | —                     | —                     | 1     | 0     | 0      |
| N. K. Solin · Croacia           | 2.ª           | 2022-23       | 5     | 3     | 0      | 0                | 0                | 0                | —                     | —                     | —                     | 5     | 3     | 0      |
| N. K. Solin · Croacia           | Total club    | Total club    | 5     | 3     | 0      | 0                | 0                | 0                | 0                     | 0                     | 0                     | 5     | 3     | 0      |
| H. N. K. Hajduk Split · Croacia | 1.ª           | 2022-23       | 21    | 4     | 3      | 5                | 0                | 0                | —                     | —                     | —                     | 26    | 4     | 3      |
| H. N. K. Hajduk Split · Croacia | 1.ª           | 2023-24       | 2     | 2     | 0      | 1                | 0                | 0                | —                     | —                     | —                     | 3     | 2     | 0      |
| H. N. K. Hajduk Split · Croacia | Total club    | Total club    | 23    | 6     | 3      | 6                | 0                | 0                | 0                     | 0                     | 0                     | 29    | 6     | 0      |
| Total carrera                   | Total carrera | Total carrera | 28    | 9     | 3      | 6                | 0                | 0                | 0                     | 0                     | 0                     | 34    | 9     | 3      |

## Palmarés

### Títulos nacionales
| Título          | Club                  | País    | Año  |
| --------------- | --------------------- | ------- | ---- |
| Copa de Croacia | H. N. K. Hajduk Split | Croacia | 2023 |

### Títulos internacionales
| Título                           | Equipo                                 | País     | Año  |
| -------------------------------- | -------------------------------------- | -------- | ---- |
| Campeonato Sub-20 de la Concacaf | Selección sub-20 de los Estados Unidos | Honduras | 2022 |